# 16810 Pavelaleksandrov
16810 Pavelaleksandrov è un asteroide della fascia principale. Scoperto nel 1997, presenta un'orbita caratterizzata da un semiasse maggiore pari a 2,3084686 UA e da un'eccentricità di 0,2384602, inclinata di 10,43193° rispetto all'eclittica.